# Philcoxia goiasensis
Philcoxia goiasensis är en grobladsväxtart som beskrevs av Peter Geoffrey Taylor. Philcoxia goiasensis ingår i släktet Philcoxia och familjen grobladsväxter. Inga underarter finns listade i Catalogue of Life.